# Геологія Монголії

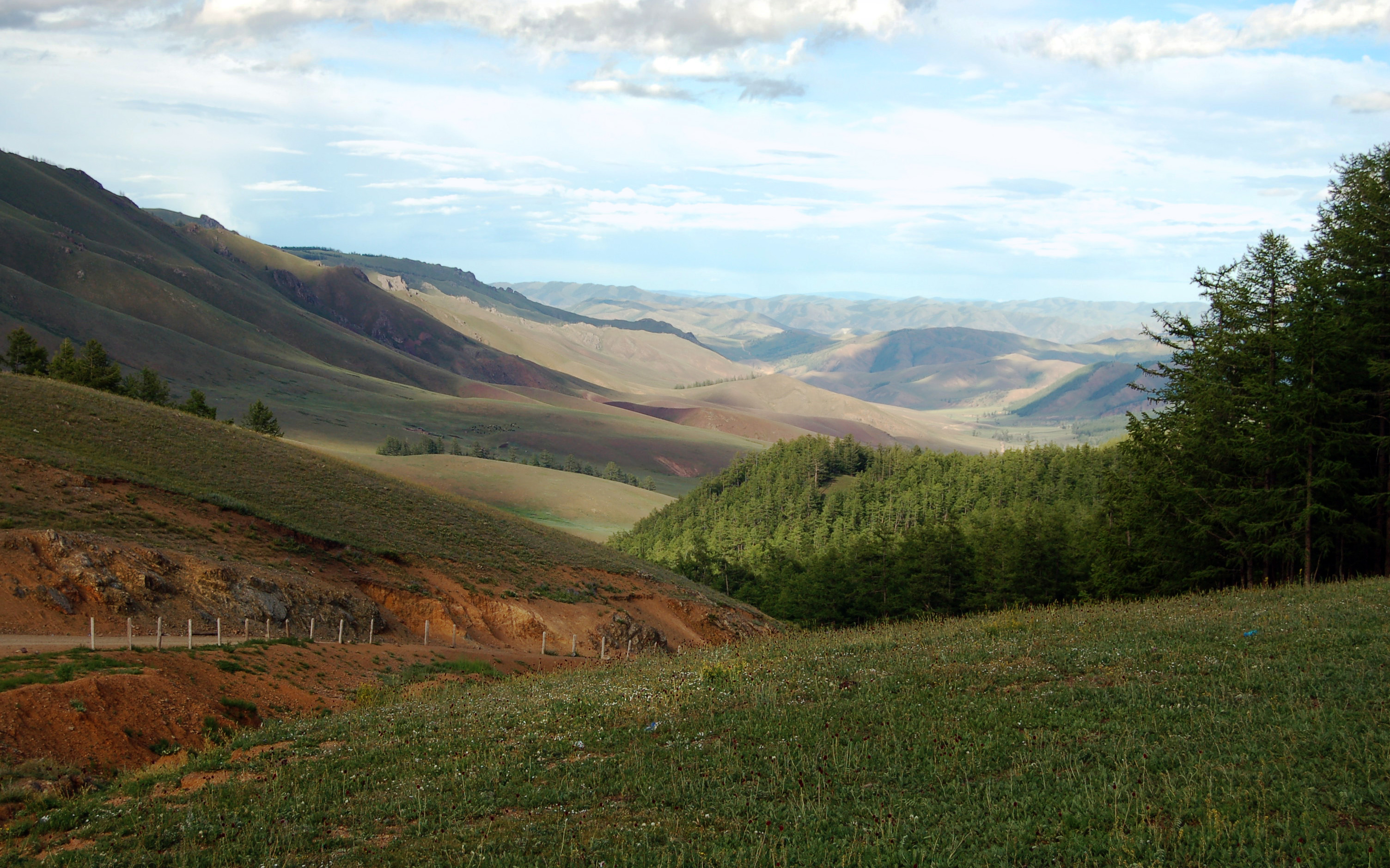
Масив Тарвагатай у горах Хангай

Геологія Монголії — це відображення складної тектонічної еволюції, яка сформувала різноманітні геологічні структури, гірські породи та мінеральні ресурси. Територія Монголії розташована на стику кількох великих геотектонічних структур Азії, є унікальним геологічним регіоном, що охоплює частини давніх континентальних блоків, складчастих поясів, осадових басейнів і вулканічних провінцій. Її геологічна історія охоплює понад 3,5 млрд. років, широкий спектр геологічних формацій, від докембрійських метаморфічних комплексів до сучасних четвертинних відкладів. 
Потужність земної кори в межах Монголії 40—55 км, при цьому в центральній частині Монголії розташована зона з аномальною мантією, що продовжує на південний захід від Байкалу зону Байкальської системи рифтів.

## Геотектонічне положення
У цілому територія Монголії належить до Центральноазійського складчастого поясу, який утворився внаслідок колізії численних террейнів (мікроконтинентів та островних дуг) у палеозої. Цей пояс відділяє стабільну Сибірську платформу на півночі від Китайсько-Корейської платформи на південному сході. У межах Монголії виділяють кілька великих тектонічних зон, які утворилися внаслідок складних тектонічних процесів, включаючи субдукцію, колізію та акрецію окремих террейнів протягом палеозою та мезозою.:
- Селенгінсько-Ханхуйська зона (на півночі);
- Хангайсько-Хувсгульський масив (у центральній частині);
- Гобійсько-Алтайська система (на півдні та заході);
- Джунгаро-Гобійська зона (на південному заході).

## Геологічна історія
У геологічній будові Монголії беруть участь всі вікові комплекси порід, починаючи від архейсько-нижньопротерозойських (дорифейських) до сучасних. 

### Докембрій
У докембрії (до 541 млн. років тому) сформувалися перші метаморфічні комплекси та гранітоїдні масиви, що збереглися у вигляді кристалічних фундаментів у Хангайському та Хувсгульському регіонах. Ці породи представлені гнейсами, амфіболітами та мігматитами. Дорифейські комплекси є у всіх складчастих системах Монголії — в рифеїдах, ранніх і пізніх каледонідах і герцинідах. Вони представлені сильно зміненими поліметаморфічними породами, серед яких виділяються два комплекси: нижній — гнейсово-амфіболітовий з мармурами і верхній — карбонатно-кварцитовий з підлеглими гнейсами і амфіболітами. Їх вік — пізній архей — ранній протерозой (1900—2600 млн. років). 
Древні породи виступають переважно в західній частині Монголії. Нижньо- і середньорифейський комплекс, який знаходиться зверху, представлений породами зеленосланцевої фації з зонами фації епідотових амфіболітів. До більш молодого верхньорифейського комплексу належать дві одновікові серії порід — дархатська і дзабханська (грубо- і тонкоуламкові породи, частково червоноколірні, з прошарками і лінзами доломіту з строматолітами верхнього рифею, кислі ефузиви). 

### Палеозой
Палеозойська ера (541—252 млн. років тому) була ключовим періодом тектонічної еволюції Монголії. В цей час відбувалося формування океанічних басейнів, їх закриття та утворення складчастих структур. Вендсько-кембрійський комплекс представлений різними формаціями: переважно карбонатною (доломіт і вапняки з кременем), теригенно-карбонатно-вулканогенною і переважно вулканогенною із зеленокам'яно-зміненими базальтами, андезито-дацитами, яшмами і теригенними породами з рифовими вапняками. 
У Монгольському Алтаї поширена монотонна піщано-сланцева серія умовно верхньокембрійської доби, а у східній частині Монгольського Алтаю відомі піщано-алевритові і ефузивні гірські породи нижнього-середнього ордовика і нижнього силуру. На іншій території ордовик і силур простежуються локально і представлені орогенними формаціями. 
На півдні (Гобі), в зоні Південно-Монгольських герцинід розвинені евгеосинклінальні комплекси силурійсько-девонської і нижньокам'яновугільної доби, що включають зеленокам'яні вулканіти, яшми, кременисто-сланцеві і туфогенно-ґрауваккові утворення. 
У Центральній і Північно-Східній Монголії (Хангай і Хентей) накладені структури складені потужними геосинклінальними девонськими і нижньокам'яновугільними кременисто-теригенними і теригенно-сланцевими комплексами. Верхньопалеозойські орогенні морські і континентальні формації герцинід представлені уламковими і вулканогенними гірськими породами верхнього карбону і пермі. 

### Мезозой. Кайнозой
У Монголії поширені також континентальні відклади мезозойської ери (252—66 млн. років тому) (тріас, юра, крейда), складені строкатим набором осадових (на заході) і вулканогенних (на сході) порід. Найбільш молоді комплекси порід кайнозойської ери (66 млн. років тому — наш час) представлені неогеновими і четвертинними (калієвими і натрієвими) базальтами і різними пухкими відкладами. 

### Тектонічні блоки
Для всіх тектонічних епох, аж до ранньокрейдової, характерні гранітоїди. У Північній і Центральній Монголії вони займають (у зрізі) до 50 % площі, а на заході (у Монгольському Алтаї) не менше 25 %. Основні і ультраосновні магматичні породи складають порівняно вузькі, протяжні офіолітові пояси, пов'язані із зонами глибинних розломів. Нерідко їх розглядають як зони з древньою океанічною корою. У результаті тектонічних рухів рифейської, байкальської, каледонської, герцинської і мезозойської епох на території Монголії сформувалася складна мозаїчно-блокова структура, в якій виділяють три великі блоки: північний, ранньокаледонський (Північна і Центральна Монголія); західний, каледонський (Західна Монголія), збігається з Монгольським Алтаєм; південний, герцинський субширотний (Південна Монголія). Всі вони відокремлені один від одного розломами; розлом, що відокремлює Південно-Монгольські герциніди від каледонських структур, розташованих північніше, називається Головним Монгольським лінеаментом. 

## Сейсмічність та геодинаміка
Монголія є сейсмічно активним регіоном. Особливо активними зонами є Гобійський Алтай, Монголо-Алтайська складчаста система та Байкальський рифт. Причиною сучасної сейсмічності є постальпійські тектонічні рухи, зумовлені взаємодією Євразійської плити з Індостанською плитою. У XX столітті в Монголії фіксувалися землетруси магнітудою понад 8 балів, зокрема у 1905, 1931 та 1957 роках.